# Regno di Navarra
Il Regno di Navarra (in basco Nafarroako Erresuma) fu uno Stato europeo che esisteva sul territorio che si estende dalle due parti della catena pirenaica, sull'Oceano Atlantico. La Navarra, in alcuni momenti della sua storia, corrispose molto approssimativamente ai territori occupati dal Popolo basco.
Sebbene i dettagli siano abbondantemente leggendari, il Regno di Pamplona, più tardi chiamato Navarra, fu un'evoluzione della contea di Pamplona, la sua capitale tradizionale, allorché l'esponente basco Íñigo I di Pamplona o Enneco Aresta (in basco: Eneko Haritza , in spagnolo: Iñigo Arista o Aiza) fu prescelto quale re a Pamplona (tradizionalmente nell'824) e guidò una rivolta contro i Franchi.
La parte meridionale del regno, l'Alta Navarra, fu occupata (1512) dalle truppe castigliano-aragonesi e annessa alla corona d'Aragona, nel 1513, ed infine, nel 1515, divenne parte della Corona di Castiglia e quindi del Regno di Spagna unificato. La parte settentrionale del regno, la Bassa Navarra, rimase indipendente, ma fu annessa alla Francia con un'unione personale nel 1589, quando re Enrico III di Navarra ereditò il trono francese come Enrico IV di Francia e nel 1620 fu annessa al Regno di Francia.

## Etimologia
Vi sono toponimi somiglianti già in età antica, ma la prima documentazione del termine latino navarros appare nella Cronaca delle Gesta di Carlo Magno, composta da Eginardo.
Altri Annali Regi Franchi danno il termine nabarros.
Esistono due ipotesi etimologiche per il nome di Navarra/Nafarroa/Naparroa:
- Basco nabar (sostantivo singolare nabarra): "brunastro", "multicolore" (dal fatto che esiste un contrasto di verdi delle terre montane settentrionali, a nord dell'originale Contea di Navarra).
- Basco naba / Castigliano nava ("vallata", "pianura") + il termine basco herri ("popolo", "terra").

Nota che Joan Corominas non considera naba un termine di chiara origine basca, ma facente parte del più ampio sostrato linguistico pre-romano.

## Storia primitiva e inizio del Regno
Il regno di Pamplona e poi di Navarra fecero parte del tradizionale territorio dei Vasconi, una tribù pre-romana. Essa occupava il fianco meridionale dei Pirenei occidentali ed era parte del litorale della Baia di Biscaglia. L'area fu interamente conquistata dai romani nel 74 a.C. Dapprima parte della provincia romana Hispania Citerior, poi della provincia Hispania Tarraconensis e dopo di ciò del conventus Caesaraugustanus. Roma lasciò una chiara impronta nell'area nell'urbanizzazione, nel linguaggio, nelle infrastrutture, nel commercio e nell'industria.
Dopo il declino dell'Impero Romano d'Occidente, né i Visigoti, né gli Arabi riuscirono mai a occupare stabilmente i Pirenei occidentali. I valichi pirenaici occidentali erano i soli a consentire un agevole transito attraverso le montagne, al contrario di quelli pirenaici orientali. Ciò rese la regione strategicamente importante fin dall'inizio della sua storia.
I Franchi sotto Carlo Magno estesero la loro influenza e il loro controllo verso sud, occupando numerose regioni del nord e dell'est della Penisola iberica. Non è chiaro quanto solido fosse il controllo franco di Pamplona. Il 15 agosto 778, dopo che nella sua ritirata Carlo Magno ebbe demolito le mura di Pamplona, le tribù basche annichilirono la sua retroguardia, comandata da Orlando (Rolando), in un confronto avvenuto in una gola di passaggio fra i monti passato alla storia come Battaglia di Roncisvalle, a cui, secondo la leggenda, Íñigo I Íñiguez Arista, all'età di sette anni, partecipò con il padre, Íñigo Jiménez Arista († 781), sembra, discendente dalla casa dei duchi di Guascogna.
Comunque Íñigo Íñiguez, alla morte del padre, ereditò Pamplona e tutto il territorio circostante, mentre la madre rimasta vedova si sposò, in seconde nozze, con il signore di Tudela, (Musá ibn Fortún, della famiglia dei Banu Qasi signori dell'alta valle dell'Ebro). Il patrigno l'aiutò a mantenere la sua signoria su Pamplona e sui territori limitrofi.
Nell'806 e nell'812 Pamplona cadde ancora nelle mani dei Franchi, guidati dal re d'Aquitania, Ludovico il Pio, che non riuscendo ad assoggettarla, dovette riattraversare i Pirenei.
Dopo questo successo Inigo ottenne il controllo assoluto di Pamplona e, sia perché gli imperatori franchi, incontrando difficoltà in patria, non furono più in condizione di riservare la propria attenzione alle regioni frontaliere del loro impero, sia perché l'alleanza con i Banu Qasi della valle dell'Ebro, che aiutava Pamplona a difendersi contro gli attacchi dell'emirato di Cordova di al-Andalus (l'emiro ʿAbd al-Raḥmān I ibn Muʿāwiya era stato l'ultimo emiro ad occupare Pamplona, nel 781) il Paese, poco a poco, riuscì a rendersi indipendente sia dagli uni sia dagli altri e, nell'824, il capo basco Íñigo I fu scelto quale Re di Pamplona, che poi diventò noto come Regno di Navarra o regno dei Baschi, nato da un'alleanza tra cristiani e musulmani, che si aiutarono, imparentandosi tra loro: l'alleanza tra gli Arista ed i Banu Qasi sarebbe durata circa 150 anni.
Íñigo I regnò sino all'851, ma pare che dall'841, fosse affiancato da un co-regnante, Jimeno I Garcés, della dinastia Jiménez, a sua volte co-regnante con il figlio legittimo di Íñigo I Íñiguez Arista, García I Íñiguez. Tra gli anni 851 ed 882 si hanno notizie incerte di sovrani che avrebbero co-regnato insieme, sia della dinastia Jiménez sia di quella Arista. I re storicamente accertati sono García I Íñiguez e Fortunato Garcés conosciuto come il Monaco, questi due sovrani avrebbero co-regnato rispettivamente con due re della dinastia Jiménez, Jimeno I Garcés ed García II Jiménez probabile fondatore della dinastia Jiménez.
Nell'859 García I Iñiguez, pressato da una spedizione di Vichinghi, si alleò con il re delle Asturie, Ordoño I e assieme trionfarono sugli Scandinavi, nella battaglia di Albelda.
Questo cambio di alleanza portò, nell'860, all'imprigionamento da parte dei Mori, di suo figlio, Fortunato, che languì in carcere a Cordova, per circa 20 anni.
Quando García I morì, nell'870, poiché il figlio, Fortunato, era a Cordova, prigioniero dei Mori di al-Andalus, García II Jiménez, divenne reggente anche dell'altra metà del regno, e molto probabilmente fece uso del titolo di re e, alla liberazione di Fortunato, nell'880, tornò ad essere co-regnante. García difese il territorio dagli attacchi dei Mori di al-Andalus e morì in battaglia ad Ayhar, nell'882, combattendo l'emiro di Cordova, Muḥammad I ibn ʿAbd al-Raḥmān. Durante il regno di Fortunato, l'esercito di al-Andalus, prima con l'emiro Muḥammad I e poi anche coi nuovi emiri al-Mundhir ibn Muhammad I (886-888) e ʿAbd Allāh ibn Muḥammad (888-912) compì diverse incursioni nel territorio della Navarra, saccheggiando e distruggendo, con la complicità dei Banu Qasi (non più alleati del re di Pamplona), di Lope ibn Muhammad, pronipote di Musa II.
Fortunato, successivamente, ritornando alla tradizionale politica della famiglia Arista, stabilì buoni rapporti con i Banu Qasi, politica che non fu gradita da suo genero Alfonso III delle Asturie, ed al conte di Pallars, che, nemici dei Banu Qasi, organizzarono la deposizione di Fortunato (forzato a farsi monaco, nel monastero di Leyra), che avvenne nel 905 a favore di Sancho I Garcés, figlio di García II Jiménez.
Nell'anno 905, una Cronaca leonese ricorda per la prima volta l'estensione del Regno di Pamplona, facendo chiarezza che esso si estendeva fino a Nájera e Arba (probabilmente l'Álava), cosa che in qualche modo implicava che il regno includeva anche le regioni basche occidentali:
(Dalla Cronaca leonese)

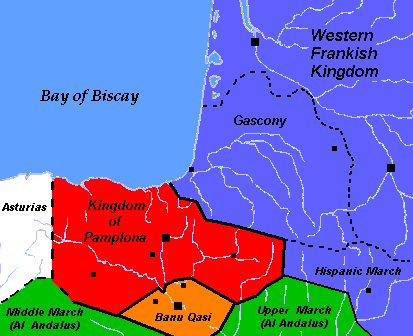
Il Regno di Pamplona ai primi del X secolo

La penisola iberica nel 1030

La scelta di Sancho I Garcés di Navarra (905–25), fu appoggiata dal popolo di Pamplona anche perché aveva sposato Toda Aznárez, figlia di Aznar Sánchez, signore di Larraun, e di Oneca Fortúnez, la figlia del re Fortunato, della dinastia Arista. Sancho I combatté contro i musulmani, cogliendo ripetuti successi, tra cui, alleatosi con il re di Galizia e León, Ordoño II, la vittoria di San Esteban de Gormaz, nel 917, riuscendo in tal modo a unire l'Ultra-Puertos, o Bassa Navarra, ai suoi domini ed estendendo i suoi territori fino a Nájera.
Nel 924, fondò il monastero di Albelda, come ringraziamento per tutte le vittorie riportate sui musulmani. Nello stesso anno, però, la sua capitale Pamplona fu saccheggiata dal califfo ʿAbd al-Raḥmān III e la capitale fu spostata temporaneamente a Nájera.
Nel 922, alla morte del conte di Aragona, Galindo II Aznárez, che era fratello della sua prima moglie, Sancho aveva occupato la contea d'Aragona, ignorando il diritto di successione di tutti gli altri pretendenti, tra cui la figlia di Galindo, Andregoto Galíndez ed il governatore musulmano di Huesca, al-Tawīl, sposato con un'altra sorella del conte, Sancha. Le tensioni cessarono quando il figlio di Sancho García fu promesso in sposo ad Andregoto. Durante il regno di Sancho il regno di Pamplona cominciò a battere moneta.
Prima della sua morte, tutti i musulmani erano stati espulsi dal Paese.
Il suo successore, García I Sánchez (925–970), iniziò a regnare sotto la reggenza della madre, Toda e dello zio Jimeno II Garces, che fece uso del titolo regale, e pur essendo anche conte consorte d'Aragona, ereditò un possedimento debole, per le sconfitte subite da suo padre.
L'emirato di al-Andalus, invece, sotto la guida di ʿAbd al-Raḥmān III che, nel 929, era diventato califfato, nel 932, aveva riconquistato Toledo, e, nel 934 aveva umiliato la reggente, sua madre Toda, imponendogli un formale atto di sottomissione. Nel 937, García I dovette nuovamente fare atto di vassallaggio al califfo di al-Andalus, ʿAbd al-Raḥmān III.
Nel 939, però si alleò con il re di León Ramiro II, e al comando di truppe leonesi, asturiane, galiziane e castigliane impartì una dura disfatta ad ʿAbd al-Raḥmān III nella Battaglia di Simancas dopo la quale ʿAbd al-Raḥmān III, al-Nāṣir li-dīn Allāh (difensore della fede) non partecipò più, in prima persona, alle operazioni belliche.
Nel 958, García I fu coinvolto nella guerra civile leonese tra Sancho il Grosso e Ordoño IV: Sancho chiese aiuto alla nonna, Toda (la madre di García I) che glielo concesse riuscendo a farsi ricevere, assieme a García e a Sancho, a Cordova, alla corte del califfo ʿAbd al-Raḥmān III, dove Sancho, garante García, in cambio dell'aiuto delle truppe di al-Andalus, promise che se rientrava in possesso del trono, avrebbe consegnato al califfo dieci castelli leonesi.
Dato che alla morte di ʿAbd al-Raḥmān III, Sancho e García non avevano ancora rispettato l'impegno, il nuovo califfo, al-Ḥakam II, dichiarò guerra ai regni cristiani ed invadendo e saccheggiando León, Castiglia e Navarra, costrinse i rispettivi sovrani, Sancho I, Fernán González e García I Sánchez, imitati subito dopo dai conti di Barcellona, Mirò ed il fratello Borrell II, a chiedere la pace (963).

## Regno

### Decadenza e massima espansione (Re della casa di Navarra)
Il figlio di García Sánchez, Sancho II Garcés, soprannominato Abarca, gli succedette come re di Pamplona e conte di Aragona dal 970 al 994. La contea di Aragona l'aveva ereditata tramite sua madre.
Dopo aver subito una sconfitta a San Esteban de Gormaz, nel 975, l'anno dopo, alla morte del califfo al-Ḥakam II ibn ʿAbd al-Raḥmān, in sintonia con il re del León, Ramiro III, e con il conte di Castiglia, García Fernández, con cui era stata sviluppata una politica matrimoniale, che aveva portato ad un coordinamento tra i vari sovrani, i regni cristiani cercarono di trarne profitto, creando una coalizione anti-islamica fra i regni di León, di Castiglia e di Navarra, in quanto il nuovo califfo omayyade, Hisham II era solo undicenne. la coalizione, nel 981, ammassò le truppe nella valle del Duero; però il potere, a Cordova, era finito nelle mani dell'hajib (governatore) Almanzor, che si rivelò anche ottimo generale, che marciò celermente contro il nemico e lo sbaragliò nella battaglia di Rueda, 40 km circa a sud-est di Simancas. Fu dopo questa brillante vittoria che Almanzor si fece attribuire il laqab con il quale è noto: al-Mansūr bi-llāh ("Colui che è reso vincitore da Dio").
Sancho, allora si dovette recare a Cordova, come ambasciatore del proprio regno, portando parecchi regali per il vittorioso hajib, Almanzor, e riuscì ad ottenere un trattato di pace, dandogli però sua figlia Urraca in moglie.
La Historia General de Navarra di Jaime del Burgo afferma che in occasione della donazione della villa di Alastue da parte del re di Pamplona al monastero di San Juan de la Peña nel 987, egli stesso si firmò "Re di Navarra": fu la prima volta che questo titolo fu usato. In vari posti appare come il primo Re di Navarra e in altri come il terzo; tuttavia egli fu quanto meno il sesto Re di Pamplona, e contando i coregnanti il nono o il decimo.
Nel 994, gli subentrò nel titolo di re di Navarra e conte di Aragona al figlio primogenito García II Sánchez, che confermò recandosi a Cordova, il vassallaggio nei confronti di al-Andalus, che il padre aveva accettato, ma nel 997, organizzò una spedizione contro i mori dei territori intorno a Calatayud, e, nel 1000, alleatosi con il conte di Castiglia, Sancho Garcés ed il re del León, Alfonso V, partecipò alla battaglia di Cervera de Pisuergase, nella provincia di Palencia, dove perse la vita.
.

Arrano beltza (l'Aquila Nera), simbolo della Navarra durante il regno di Sanzio il Grande

Il figlio, Sancho III Garcés il Grande (reg. 1000–35), gli subentrò nei titoli di re di Navarra e conte di Aragona, sotto la tutela della madre e di un consiglio di reggenza, formato da nobili e dall'alto clero, sino a quando, arrivato alla maggior età, esercitò direttamente il potere, spostò la residenza reale da Pamplona a Nájera e, nel 1010 sposò Munia, la figlia del conte di Castiglia Sancho Garcés, avviando un periodo di buon vicinato con la contea di Castiglia, che portò, nel 1016, a fissare correttamente le frontiere tra i due stati. Tra il 1016 ed il 1019 riuscì ad impadronirsi delle contee di Sobrarbe e Ribagorza. In seguito avviò una politica di scambi, politici, religiosi ed intellettuali con il ducato di Guascogna, che lo portò a creare, tra il 1021 ed il 1025, a nord dei Pirenei, le contee di Labourd, Bayonne e Baztán.
Dopo come tutore del conte di Castiglia, il cognato, García Sánchez, ancora bambino, Sancho, lo aiutò contro il León di Alfonso V. Nel 1029, La contea di Castiglia passò a sua moglie, Munia, che la governò assieme a Sancho sino al 1032, quando Munia si ritirò e Sancho fu incoronato conte di Castiglia a patto che alla sua morte il regno di Castiglia tornasse a essere indipendente dal regno di Navarra.
La guerra con il León riprese contro il nuovo re di León, Bermudo III, con la conquista, di territori nella regione di Palencia, sino a che fu siglata la pace, con il matrimonio tra il primogenito di Sancho e Munia, Ferdinando, e la sorella di Bermudo, Sancha, nel 1032. Poi però, nonostante il matrimonio, la contesa con il León fu ripresa con la conquista di Zamora, Sancho nel 1034 occupò Astorga e la stessa León, capitale del regno, costringendo Bermudo a rifugiarsi in Galizia. Quindi e comprendeva: il regno di Navarra, la contea di Aragona, il regno (ex contea) di Castiglia ed il regno del León.
Dal 1034 Sancho si fece chiamare Imperator Totus Hispaniae e con questo titolo batté moneta. Sotto di lui il reame giunse al suo zenit: egli aveva riunito la quasi totalità della cristianità in un unico stato che si estendeva, a nord del fiume Duero, dalla Galizia alla contea di Barcellona regnò su Pamplona, Castiglia, Aragona, le contee di Sobrarte e Ribagorza e la regione di Pisuerga e del Cea, che era pertinenza del Regno di León, esercitando inoltre un protettorato anche su León e la Guascogna. Sotto il dominio di Sancho il Grande (el Mayor), il Paese raggiunse la massima prosperità della sua storia, in questo facilitato dalla la crisi di al-Andalus, che iniziata con la morte di Almanzor (1002) e terminò con la soppressione del califfato di Cordova (1031), che portò alla costituzione dei Regni di Taifa.

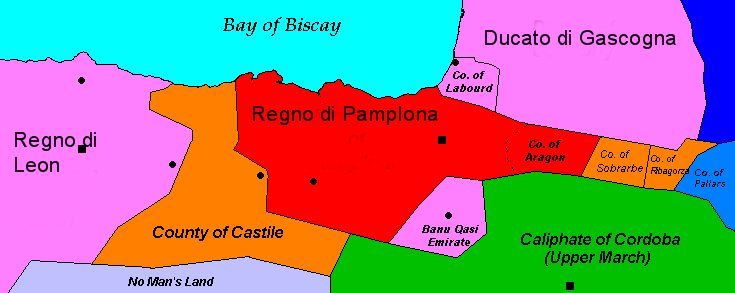
Domini di Sancho III il Grande
·Rosso: Regno di Pamplona - ·Arancio: altri possedimenti - ·Rosa: influenza diretta

Sancho morì nel 1035, dividendo il suo "impero" tra i quattro figli maschi:
- a Ferdinando la contea di Castiglia e parte del León, fu il capostipite della linea navarrese di Castiglia e fu il primo a usare il titolo di Re di Castiglia e riunì il regno di León con il Regno di Castiglia.
- a García il regno di Pamplona
- a Gonzalo le contee di Sobrarbe e Ribagorza
- a Ramiro, il bastardo, capostipite della linea navarrese di Aragona, la contea d'Aragona.

García III (1035–54) ereditò un regno di Navarra che includeva tutte le province della moderna Spagna; le pendici settentrionali dei Pirenei occidentali, chiamate dagli abitanti della Penisola Iberica l'ultra puertos ("paese al di là del quale passano le montagne") o Navarra francese; le province basche di Spagna e Francia; la Bureba, la vallata cioè fra le montagne basche e i Monti de Oca a nord di Burgos; la Rioja e Tarazona nell'alta valle dell'Ebro.
Nel 1037 aiutò il fratello Ferdinando nella guerra contro il re di León, Bermudo III, ottenendo, in cambio dell'annessione alla Navarra, il resto del Paese basco arrivando sino al porto di Santander.
Nel 1043 respinse le pretese di supremazia sulla Navarra del fratellastro Ramiro I d'Aragona, che aveva invaso la Navarra, sconfiggendolo nella battaglia di Tafalla.
García allora cominciò ad appetire i domini del fratello Ferdinando e la rivalità nei confronti del fratello portò ad una guerra; nel 1054, García invase la Castiglia, ma fu sconfitto e ucciso in battaglia ad Atapuerca.

### Diocesi nel regno di Navarra
In questo periodo d'indipendenza, gli affari ecclesiastici del Paese giunsero a un alto grado di sviluppo. Sancho il Grande spostò, per qualche tempo, la sede vescovile della diocesi di Pamplona a Leyra dove convocò un sinodo, nel 1022, per poi convocarne un altro a Pamplona, nel 1023. Accanto a questa diocesi c'era il vescovado di Oca, che poi, nel 1079, fu unito a quello di Burgos. Nel 1035 Sancho il Grande ripristinò la diocesi di Palencia, che era stata stato soppressa dopo la conquista araba. Quando, nel 1045, la città di Calahorra, dopo oltre trecento anni di occupazione araba, fu strappata al regno di Cordova, vi fu creata una diocesi, che nello stesso anno assorbì quella di Nájera e, nel 1088, quella di Álava, la cui giurisdizione copriva quasi tutto il territorio dell'attuale diocesi di Vitoria. La diocesi di Pamplona accrebbe la sua importanza e con i vari sinodi Sancho il Grande riuscì a impostare una riforma della vita ecclesiastica con al suo centro il convento.

### Smembramento della Navarra

#### Prima spartizione
A García III succedette Sancho IV (1054–76) di Peñalén, che si alleò con lo zio, il re di Aragona Ramiro I ed attaccarono ed assediarono la taifa di Saragozza, obbligando il re di Saragozza, al-Muqtadir a pagar loro un tributo.
Dopo che, nel 1065, Sancho II il Forte era successo al padre Ferdinando I erano iniziati conflitti con il regno di Castiglia, che sfociarono, nel 1067, in quella che fu denominata la guerra dei tre Sanchi, che vide contrapposti al re di Castiglia Sancho II il Forte i re di Navarra, Sancho IV, e di Aragona, Sancho I.
I castigliani, guidati da El Cid, riportarono un'iniziale vittoria ma la guerra terminò nel 1068, con la sconfitta della Castiglia che dovette rinunciare alle pretese territoriali sulla Navarra. Sancho fu assassinato a Peñalén, víttima d'una congiura politica ordita dai suoi fratelli. La sua morte provocò l'invasione del regno di Navarra da parte dei cugini:
- Alfonso VI, succeduto, nel 1072 al fratello, Sancho il Forte, sul trono di Castiglia, che portò a termine l'occupazione della Bureba, l'Álava e la Rioja, rientrando quindi in possesso dei territori, tra cui Atapuerca-Santander, ceduti dal padre Ferdinando I al fratello e re di Navarra, García III Sánchez, portando il confine con la Navarra nella valle dell'Ega, vicino Estella
- Sancho Ramírez, re d'Aragona, che occupò la Navarra e si fece proclamare re di Navarra assumendo il nome di Sancho V di Navarra (1076–94).

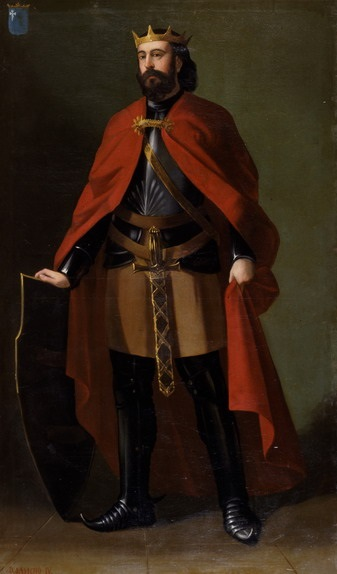
Sancho Ramírez di Aragona

Sancho V rinforzò le difese del regno, con la costruzione di nuovi castelli, e migliorò le relazioni con il regno di Castiglia, aiutando il re Alfonso VI nella battaglia di Sagrajas, nel 1086, e nella difesa di Toledo, nel 1090; infine siglando un trattato di mutua assistenza con il Cid Campeador, nel 1092.
Morì, colpito da una freccia, all'assedio di Huesca (1094).

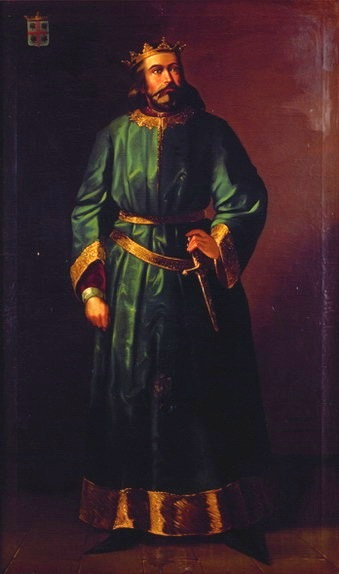
Pietro I di Aragona

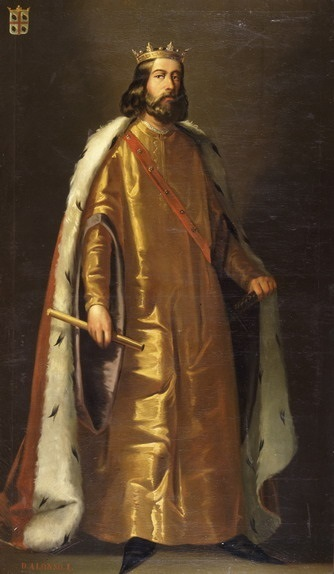
Ritratto di Alfonso il Battagliero, re d'Aragona, eseguito da Manuel Aguirre y Monsalbe, 1885

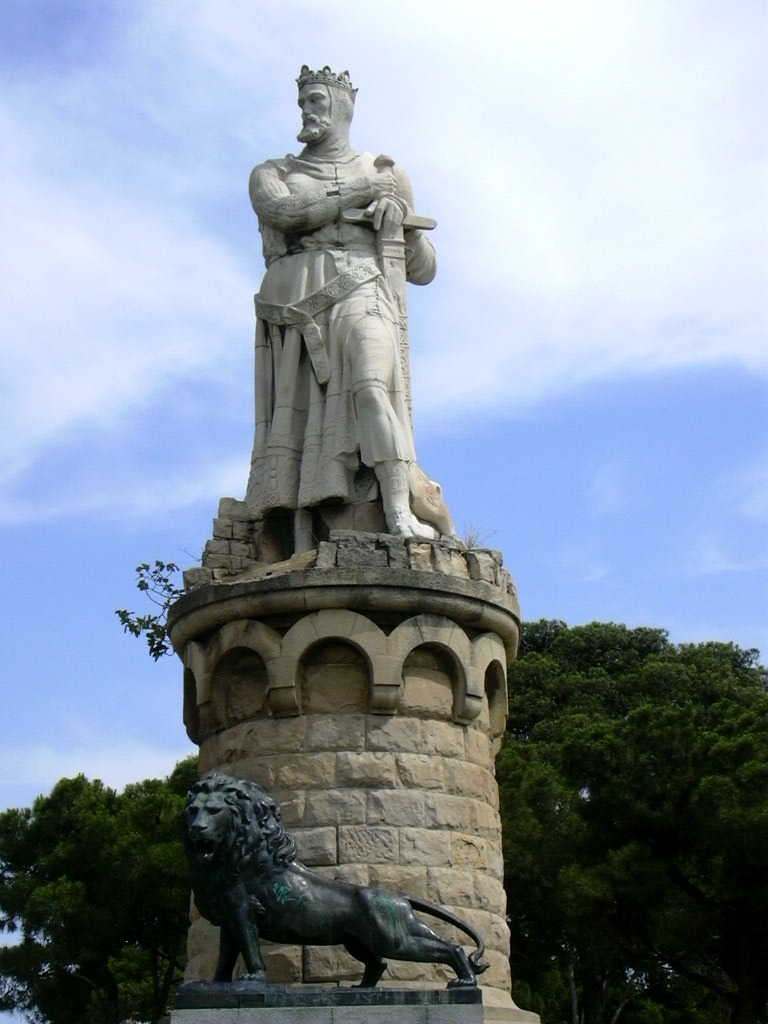
Statua di Alfonso I a Saragozza.

Gli succedette il figlio primogenito, Pietro (1094–104), che conquistò Huesca, nel 1095, dopo aver sconfitto, nei pressi della città, alla battaglia di Alcoraz, il re di Saragozza, Al-Musta'in II.
Nel 1096, si alleò con El Cid, che aveva occupato Valencia, con il proposito di fermare insieme l'avanzata almoravide; cosa che avvenne alla battaglia di Bairén.
Nel 1101 prese Barbastro e Sariñena, tentò inutilmente di occupare Saragozza e, nel 1104, assediò Tamarite de Litera.
Alfonso I "il Battagliero", 1104–34, fratello di Pedro Sánchez, che gli succedette, continuando le campagne militari del fratello, garantì l'espansione territoriale del regno.
Nel 1109, sposò la regina di León e Castiglia, Urraca. Fu un matrimonio disgraziato che venne annullato da papa Pasquale II, nel 1114 (anno in cui aveva strappato Tudela ai musulmani), ma lasciò una controversia per i confini dei regni, che Alfonso I risolse, dopo la morte(1126) di Urraca, con il successore, Alfonso VII occupando alcuni territori castigliani (Calahorra, e le province di Gipuzkoa e di Álava).
Nel 1118, Saragozza fu liberata dai Mori e divenne la capitale del regno d'Aragona. Poi conquistò anche Fuentes de Ebro, Tudela, Cervera, Tarazona, Magallón, Borja, Alagón, Novillas, Mallén, Rueda ed Épila (1119). Ripopolò Soria ed i suoi dintorni; nel 1119, dopo aver posto l'assedio a Calatayud, dovette far fronte ad un esercito di almoravidi, che sconfisse nella battaglia di Cutanda, Calamocha, in provincia di Teruel, poi tornò a Calatayud e la conquistò; inoltre, nel 1120, occupò Bubierca, Alhama de Aragón, Ariza e Daroca.
Nel 1131 pose l'assedio a Bayonne, dove redasse il testamento che lasciava tutti i suoi regni all'Ordine del Tempio del Santo Sepolcro, che conquistò dopo un anno di assedio e annesse il Labourd. Cercando di conquistare tutta la valle dell'Ebro, sino alla foce del fiume, assediò ed occupò Mequinenza, nel 1133. Poi assediò Fraga con soltanto 500 cavalieri, tra i quali García IV Ramírez, futuro re di Navarra, ma il 17 luglio del 1134 fu sconfitto. Allora passò ad assediare il castello di Lizana, nella zona di Huesca, dove morì, il 7 settembre 1134, in seguito alle ferite ricevute nella battaglia avvenuta tra le località di Sariñena e Grañén.
Il suo testamento non fu accettato né dalla Chiesa né dalla nobiltà che, dato che Alfonso non aveva eredi, decisero per la separazione dei due regni:
- la Navarra andò a García IV Ramírez, il Restauratore, discendente dal re di Navarra, García III Sánchez
- l'Aragona andò al fratello di Alfonso, Ramiro II il Monaco.

#### Ritorno all'indipendenza e seconda spartizione

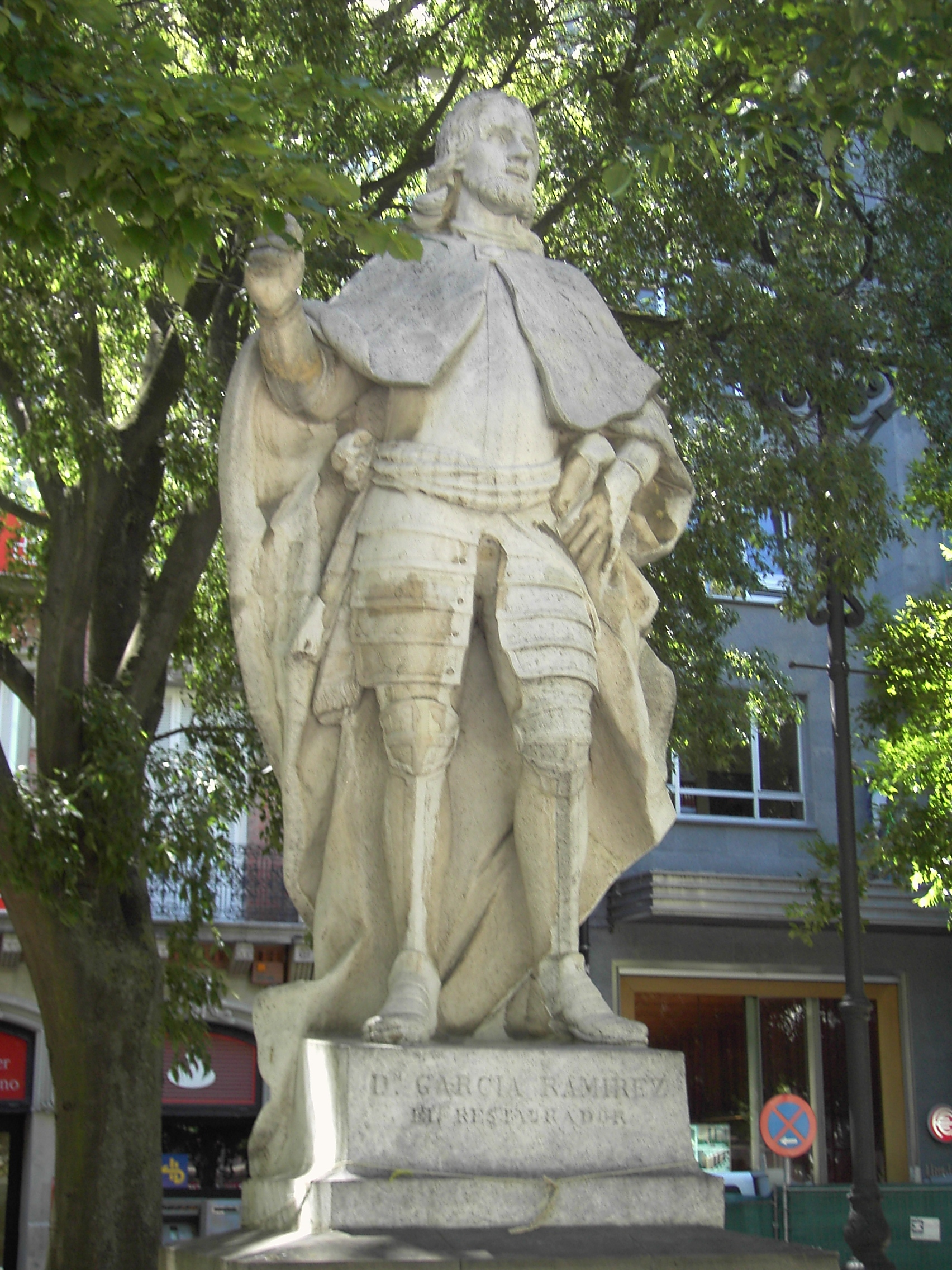
Statua di García Ramírez a Pamplona (1750-53).

García IV Ramírez di Navarra (1134-50), conosciuto come il Restauratore, fu il primo Re di Navarra ad usare tale titolo. Signore di Monzón e nipote di Rodrigo Diaz di Vivar, El Cid, era figlio di Ramiro Sánchez, (figlio di Sancho Garcés di Navarra, figlio illegittimo del re di Navarra García III Sánchez) e di Cristina Diaz di Bivar, figlia del Cid Campeador.
Appena eletto re la Navarra, assieme all'Aragona, venne invasa ed occupata dal re di León e Castiglia Alfonso VII a cui García dovette fare atto di vassallaggio. Tra il 1139 ed il 1140 a Carrión de los Condes fu stipulato un trattato tra Alfonso VII ed il principe d'Aragona e conte di Barcellona Raimondo Berengario IV, che fissava i confini tra Castiglia ed Aragona e li impegnava in una guerra di conquista contro la Navarra e, dopo una prima sconfitta, García si confermò vassallo di Alfonso VII firmando, nel 1140, a Tudela, una pace separata con Alfonso VII. Nel 1147 García IV partecipò, al fianco del re di Castiglia, alla campagna d'Almería e nel 1149 firmò un trattato di pace con il conte di Barcellona e principe d'Aragona, Raimondo Berengario IV.
Gli succedette il figlio Sancho VI di Navarra (1150-94), conosciuto come "Il Saggio", che, nel 1151, si riconfermò vassallo di Alfonso VII e poi, nel 1157, del nuovo re di Castiglia, Sancho III, mentre, con l'accordo di Soria, i confini tra Navarra e Castiglia erano stati confermati.
Però, nel 1158, con l'ascesa al trono del nuovo re Alfonso VIII di Castiglia, un bambino di tre anni, Sancho VI riuscì a riportare sotto il suo controllo alcune città della Rioja.
Nel 1162, dopo la morte del principe d'Aragona Raimondo Berengario IV, i rapporti tra Navarra ed Aragona migliorarono e con il nuovo re d'Aragona, Alfonso II il Casto, firmò un patto di alleanza, rinnovato nel 1190. Nel 1177, essendo il re di Castiglia, Alfonso VIII, ormai adulto, la disputa fu sottoposta all'arbitrato dal re inglese plantageneta Enrico II. Il Navarrese basò le sue rivendicazioni sulla "provata volontà delle popolazioni locali" e sulla storia, mentre il Castigliano li basò sui meriti guadagnati nelle crociate contro i musulmani nella Penisola iberica. La decisione inglese divise così i territori: alla Navarra andò l'Álava, Biscaglia e Gipuzkoa, alla Castiglia La Rioja e gli altri territori dell'ovest. E così, nel 1180, Alfonso VIII riuscì a togliere a Sancho VI nuovamente le città della Rioja.
Negli ultimi anni di vita, per l'insicurezza delle alleanze con Aragona e Castiglia, cercò legami matrimoniali con i sovrani del nord: sua figlia, Berengaria, accompagnata dall'anziana madre, Eleonora d'Aquitania, e dal promesso sposo Riccardo Cuor di Leone, dalla Navarra raggiunsero la Sicilia, dove poi si imbarcarono per Cipro, dove, nel 1191, il matrimonio fu celebrato. Rientrati in Europa, Berengaria visse in Francia, nel Poitou, dove risiedeva sua suocera. Fu la sola regina d'Inghilterra che non mise mai piede nel suo nuovo reame. Comunque Sancho VI García il Saggio fortificò la Navarra e non fu mai sconfitto in battaglia.

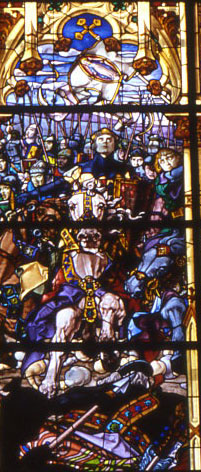
Sancho in una vetrata della chiesa di Roncisvalle.

Il nuovo scudo di Navarra, modificato dopo la battaglia di Las Navas de Tolosa.

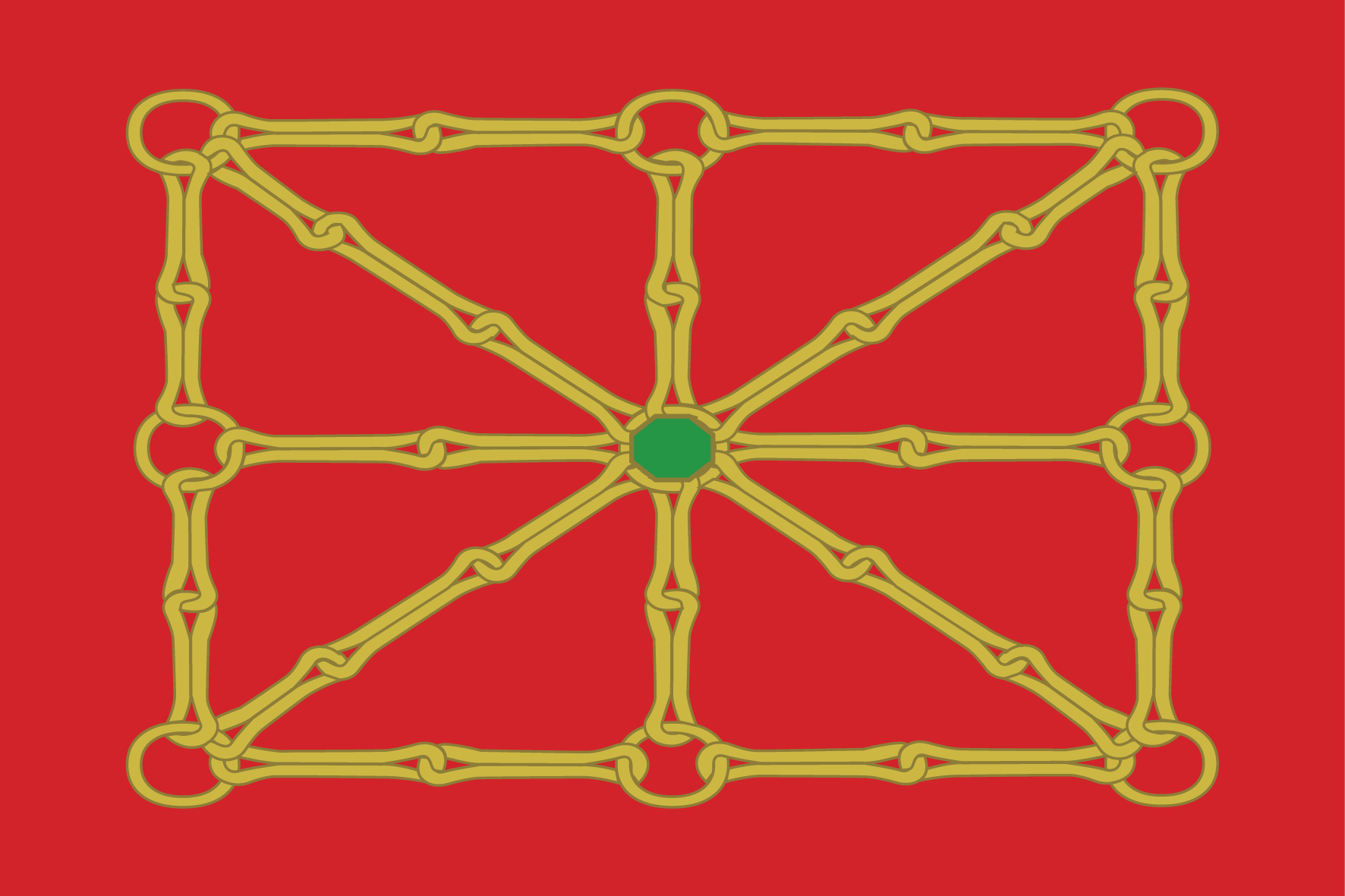
Stendardo dei Re di Navarra dal 1212.

Gli succedette il figlio, Sancho VII il Forte (Sancho el Fuerte) (1194–234), che fu l'ultimo re della dinastia maschile di Sancho il Grande e dei Re di Pamplona. Nel 1196, arrivò in ritardo ad Alarcos, dopo che la battaglia si era risolta in un disastro per i castigliani di Alfonso VIII ed i rapporti tra i due re si guastarono e nella guerra che ne seguì Sancho devastò Soria e Almazán e Alfonso VIII chiese la pace di Tarazona. Sancho si alleò con il califfo Yacub ben Yussuf degli Almohadi, e fu scomunicato dal papa Innocenzo III, con una bolla del 1198 (annullata poi nel 1199).
Mentre Sancho VII a fianco del suo alleato, Yacub, stava combattendo in Murcia, Andalusia e Nordafrica, Alfonso VIII ne approfittò per sottrarre, nel 1200, alla Navarra la sua zona costiera, Álava, Gipuzkoa, regione strategica che avrebbe permesso un più facile accesso ai mercati europei delle lane alla Castiglia ed inoltre avrebbe isolato pure la Navarra (le città di Vitoria e Treviño tentarono di resistere all'assalto dei Castigliani, e quando capirono che non sarebbero giunti rinforzi, Vitoria si arrese mentre Treviño fu conquistata con le armi); Treviño ed Oñati furono annessi direttamente alla Castiglia, mentre L'Alava divenne una contea, la Biscaglia una Signoria e Guipuscoa solamente una provincia. Poi, nel 1207, la situazione fu confermata dal trattato di Guadalajara.
Lasciata l'alleanza con gli Almohadi, la sua presenza alla battaglia di Las Navas de Tolosa fu determinante per la coalizione di Castiglia, Navarra, Aragona e Portogallo, che, nel 1212, sconfisse duramente il califfo almohade Muhammad al-Nasir.
 La tradizione vuole che le sue truppe navarresi fossero arrivate sino alla tenda del califfo (conosciuto anche come Miramamolin) dopo aver tagliato le catene dorate che la proteggevano, e che ne trattenevano la guardia del corpo personale, formata da schiavi; sarebbe questa l'origine dell'adozione delle catene d'oro come emblema personale del re, in seguito divenuto distintivo della stessa monarchia di Navarra Sebbene alcuni studi abbiano mostrato come la questa tradizione possa in realtà essere stata elaborata successivamente, per la precisione intorno al XVI secolo, è certo come Sancho VII fu il primo ad adottare il simbolo divenuto caratteristico della Navarra per primo.
Dopo la battaglia si ritirò in convento, lasciando la reggenza alla sorella, Bianca di Navarra, contessa di Champagne.
Alla morte della sorella, nel 1229, la reggenza passò alla sorella maggiore, Berengaria, che a sua volta morì nel dicembre del 1230.
Con Sancho VII finì il dominio spagnolo sulla Navarra, in quanto alla sua morte (1234) non avendo discendenti diretti maschi, le Cortes di Navarra rifiutarono l'unione al regno d'Aragona, come avrebbe dovuto essere per il trattato di Tudela, del 1231, firmato, dopo la morte delle due sorelle, con il re d'Aragona Giacomo il Conquistatore (che inutilmente lo reclamò), che prevedeva che colui che fosse sopravvissuto avrebbe occupato il regno dell'altro, e votarono che il regno fosse ereditato da Tebaldo I di Navarra, che era figlio di Bianca di Navarra, sorella di Sancho VII e di Tebaldo, conte di Champagne e Brie.

### Re della Casa di Champagne
Nel 1234, Tebaldo (1234-53), già conte di Champagne, alla morte dello zio, Sancho VII il Forte, ricevette la corona di Navarra. Dopo essere stato incoronato a Pamplona, rientrò in Francia per riprendere la sua attività di cospirazione contro il potere del re di Francia. Nel 1236, fu convocato alla corte di Parigi, per rendere conto del suo operato al re, Luigi IX il Santo e mentre, inginocchiato, chiedeva il perdono di Luigi, il giovane fratello del re, Roberto I d'Artois, gli fece gettare in testa dello sterco, umiliandolo e ridicolizzandolo. Tebaldo partì per la Navarra e pur ritornando in Francia, per seguire il governo della sua contea, non si interessò più della politica del regno di Francia. In Navarra, fu seguito da alcuni nobili della contea di Champagne, cui diede diversi incarichi e, in politica estera, mantenne buoni rapporti con i regni di Aragona, Inghilterra e Castiglia.
Nel 1238, Tebaldo ebbe il comando di un esercito crociato in Terra santa, dove, pur essendo stato sconfitto, riuscì ad ottenere dai musulmani, Gerusalemme, Betlemme e Ascalona. Ritornò dalla crociata nel 1240, e passò il tempo del suo regno tra la Navarra e la contea di Champagne e pur non avendo buoni rapporti con il vescovo di Pamplona, Pedro Jiménez de Gazólaz, rifiutò sempre i tribunali papali, ma il papa Innocenzo IV, gli concesse uno speciale privilegio che nessuno avrebbe potuto scomunicarlo senza il permesso papale. Tebaldo I, alla corte dei conti di Champagne, aveva promosso lo sviluppo di un centro in cui la poesia dei Trovatori era accolta favorevolmente e anche lui, detto Thibault le Chansonnier, scrisse poesie e canzoni, soprattutto per la regina madre di Francia, Bianca di Castiglia.
Tebaldo II di Navarra (1253-70) succedette al padre, nel 1253, quando aveva soli 14 anni, con la reggenza della madre, Margherita di Borbone-Dampierre († 1256) e con l'aiuto di Giacomo I d'Aragona. Firmò il Fuero general de Navarra, ovvero la "Carta generale del Regno di Navarra": raccolta di leggi che limitava anche il suo potere, delegandolo a un consiglio di dodici nobili, quindi una sorta di costituzione che definiva il potere del re e quello dei nobili e le procedure giudiziarie. Tebaldo ricevette il rito dell'unzione e dell'incoronazione da papa Alessandro IV, rispettivamente nel 1257 e nel 1259, importando per la prima volta in Navarra il concetto di investitura divina del monarca.
Aiutò il re di Francia, Luigi IX il Santo, di cui sposò la figlia Isabella, contro le pressioni dei suoi vassalli, diventando un suo consigliere, mentre re Luigi intervenne spesso come arbitro nei problemi interni della Navarra, ma soprattutto fu giudice nelle controversie di Tebaldo contro la sorella Margherita e suo marito, Federico III di Lorena, inerenti a contese tra la contea di Champagne ed il ducato di Lorena. Ottenne i porti di Fuenterrabía e San Sebastián dalla Castiglia.
Nel luglio 1270 si imbarcò con il suocero, per l'ottava crociata alla volta di Tunisi, dove si ammalò di dissenteria durante l'assedio della città, prima di morire, senza figli a Trapani, durante il viaggio di ritorno. Gli succedette il suo fratello minore Enrico I di Navarra, che già aveva la luogotenenza.
Enrico I (1270-74), che aveva sposato Bianca d'Artois, figlia di Roberto I d'Artois, unto e incoronato rispettivamente nel 1271 e nel 1273, regnò per circa quattro anni, dimostrandosi attento ai problemi dei suoi sudditi, concedendo privilegi a paesi e città come Estella, Los Arcos e Viana ed inoltre ebbe un ottimo rapporto con la nobiltà navarrese. Morì, nel 1274, all'età di trent'anni, sembra a causa dell'obesità, lasciando il regno alla figlia Giovanna.
Giovanna (1274-305), era una bambina di tre anni, che la reggente, la madre, Bianca, portò con sé a Parigi, alla corte di Francia, presso il cugino, Filippo III l'Ardito, il cui figlio, Filippo il Bello era stato promesso sposo a Giovanna. In conseguenza di quel fidanzamento le truppe francesi occuparono il regno di Navarra, che fu governato da funzionari francesi. Le contee di Champagne e di Brie, invece continuarono ad essere governate dalla reggente, Bianca d'Artois, che nel 1276, si sposò in seconde nozze con Edmondo, 1º conte di Lancaster, fratello del re d'Inghilterra, Edoardo I e continuarono a governare le due contee anche dopo che Giovanna aveva raggiunto la maggiore età.
Il 16 agosto del 1284, Giovanna, all'età di 13 anni, sposò, nella cattedrale di Parigi, Notre-Dame, Filippo il Bello, che divenne Filippo I di Navarra, e l'anno seguente, nel 1285, assieme al marito, divenne regina di Francia.

### Re della dinastia dei Capetingi
Il regno di Navarra fu governato per circa quarantatré anni dai re di Francia, pur mantenendo le sue leggi ed un'amministrazione separata, dai seguenti re:
- Filippo I il Bello (1284-1305)
- Luigi I l'Attaccabrighe (1305-1316)
- Giovanni I il Postumo (1316)
- Filippo II il Lungo (1316-1322)
- Carlo I il Bello (1322-1328)

Scudo di Navarra, dopo che le contee di Brie e di Champagne furono annesse alla Francia nel 1316

Giovanna II (1328-1349), che divenne regina di Navarra, alla morte dello zio Carlo il Bello, era stata privata del trono di Francia e di Navarra, alla morte del padre Luigi l'Attaccabrighe, e del fratellastro, Giovanni il Postumo, a favore dello zio, Filippo il Lungo, per due motivi:
- la condanna di sua madre, Margherita di Borgogna (1290-1315), riconosciuta colpevole di adulterio fin dal 1311 con il cavaliere normanno Philippe d'Aunay, e quindi per dubbi sulla legittima paternità.
- una vecchia legge mai utilizzata sul diritto alla successione al trono per le discendenze femminili.

In compenso a Giovanna era stata concessa una rendita di 15.000 lire tornesi, la promessa della contea di Champagne e di Brie, se Filippo fosse morto senza eredi maschi, e la mano del cugino del padre di Giovanna, Filippo, conte d'Évreux. Ma, alla morte di Filippo il Lungo (1322), senza eredi maschi, continuando a trascurare i diritti di Giovanna, gli succedette, sia sul trono di Francia che su quello di Navarra, il fratello Carlo il Bello.
E quando, nel 1328, anche Carlo il Bello morì senza erede maschio, un cugino del re, Filippo VI di Valois, divenne il nuovo re di Francia, che le riconobbe i suoi diritti sulla corona di Navarra e Giovanna, in cambio, dovette rinunciare ai suoi diritti sulla corona di Francia e cedere le contee di Champagne e di Brie al Dominio reale francese. Nel 1328, sposò suo cugino Filippo, conte di Évreux, e, incoronato Filippo III di Navarra (1328-43), governò, insieme alla moglie, fino alla sua morte, all'assedio di Algeciras, durante la crociata contro il re musulmano di Granada. I sovrani di Navarra mantennero ottime relazioni con il re di Francia, Filippo VI; e, dopo la guerra del 1334, anche con quello di Castiglia, Alfonso XI. Durante il loro regno si consolidarono le Cortes di Navarra composte dai tre stati: clero, nobiltà e borghesia; protessero la borghesia urbana nei contrasti con la piccola nobiltà; migliorarono l'amministrazione; ed infine approvarono una politica di persecuzione degli ebrei.

### Re della Casa di Évreux

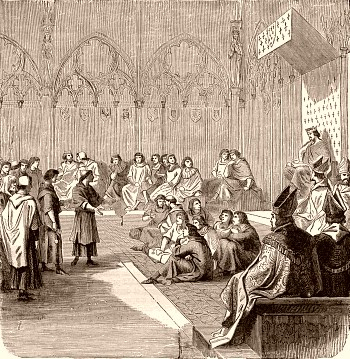
Carlo il Malvagio di fronte a Giovanni II il Buono.

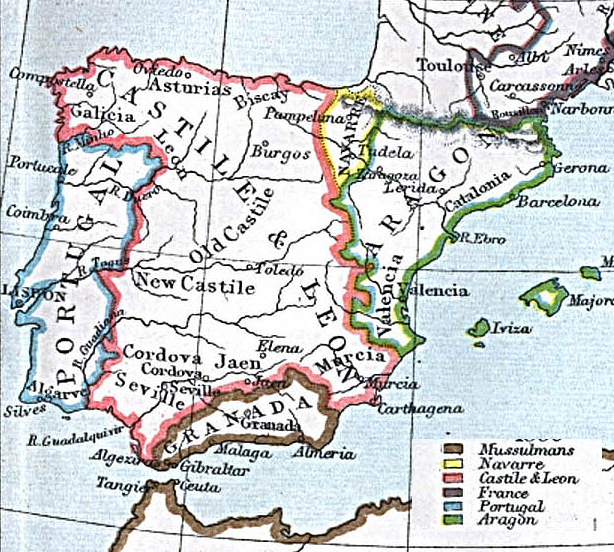
La Penisola iberica nel 1360

A Giovanna II succedette il figlio, Carlo detto il Malvagio (1349-87), che pur avendo sposato Giovanna di Francia, figlia del re di Francia Giovanni II il Buono, fu costantemente in guerra con il suocero e poi con il cognato, il delfino Carlo il Saggio, in quanto durante la guerra dei cent'anni, iniziata dal re d'Inghilterra, Edoardo III, nel 1337, che nel 1355 aveva ripreso vigore, fu fedele alleato degli inglesi.
Nel 1356 Carlo il Malvagio fu imprigionato in Normandia, ma dopo che il principe di Galles, l'erede al trono inglese, Edoardo il Principe Nero, sconfisse i francesi nella Battaglia di Poitiers, dove il re di Francia Giovanni II fu fatto prigioniero, nel 1357, riuscì ad evadere dal castello di Arleux e raggiunse Parigi, dove fece nominare il delfino di Francia reggente del regno.
Il delfino però, con un pretesto, lasciò Parigi e attaccò il re di Navarra e la città di Melun fu assediata; poi, per paura che Carlo il Malvagio ottenesse l'aiuto inglese, nel 1359, fu siglata la pace.
Dopo altri combattimenti, a Pamplona, fu firmata la pace tra il re di Francia e Carlo il Malvagio, che rinunciava ad ogni pretesa sul trono di Francia, e in cambio ricevette la sovranità su Montpellier.
Nel corso della guerra civile di Castiglia tra il re Pietro I il Crudele ed il fratellastro Enrico di Trastamara, il re di Navarra, assieme agli inglesi del Principe Nero, si schierò con il primo e ne approfittò per sottrarre dei territori al Regno di Castiglia. Però, nel 1369, Enrico II ebbe la meglio sul fratellastro e si scagliò contro la Navarra, riconquistando il territorio castigliano che era stato tolto e imponendo a Carlo il Malvagio il primo trattato di Briones, del 1373. Nel 1378, la Navarra veniva attaccata dal re di Castiglia che l'invase, assediò Pamplona, gli tolse una quindicina di castelli e dovette subire l'umiliante pace della Castiglia, nel 1378: con il secondo trattato di Briones riconobbe alla Castiglia la proprietà, per dieci anni, dei castelli conquistati.
Gli succedette il figlio, Carlo il Nobile (1387-1425), che, nel 1390, sul grande scisma aperto dalla doppia elezione (1378) di papa Urbano IV e antipapa Clemente VII, si pronunciò a favore di Clemente. Carlo a tutte le più importanti cariche amministrative e di governo nominò navarresi e non più francesi, come aveva fatto suo padre, portando il regno e quindi la casa d'Évreux alla navarrizzazione; inoltre, tra i suoi interventi si deve annoverare la creazione della Cort o tribunale supremo (1413). Protesse le arti, portò a termine la costruzione della cattedrale gotica di Pamplona e fece costruire i palazzi reali di Tafalla e d'Olite. Costruì canali e rese navigabile l'Ebro nella parte che attraversa la Navarra. Per l'erede al trono del regno di Navarra creò il titolo di principe di Viana (1423) ed il primo principe fu suo nipote Carlo
Gli succedette la figlia Bianca di Navarra (1425-42), che aveva sposato, in seconde nozze, il duca di Peñafiel e futuro re della corona d'Aragona, Giovanni (1397-1479). Lasciò il governo nelle mani del marito, Giovanni, che in quegli anni era coinvolto nelle questioni interne della Castiglia assieme al fratello, Enrico (erano detti gli infanti d'Aragona), e dopo le sconfitte subite, nel periodo 1428-1429, la Navarra dovette cedere alla Castiglia alcune zone di confine.
Alla morte di Bianca, 1441, Giovanni usurpò il trono di Navarra al figlio Carlo, assunse il titolo di re di Navarra, lasciando al figlio il titolo di governatore. Questa situazione tra padre e figlio li portò alla guerra civile, che esplose nel 1451.

### Re della casa di Aragona (dinastia dei Trastámara)

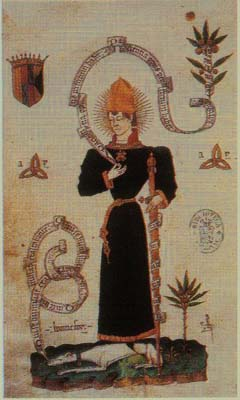
Principe Carlo di Viana.

Alla morte della madre, nel 1441, Carlo IV di Navarra divenne re di Navarra, ma in realtà non governò mai, perché suo padre usurpò il trono di Navarra al figlio, assumendo il titolo di re di Navarra come Giovanni II, che permise al figlio di continuare a governarla. Verso il 1450, Carlo si riconciliò con il governatore del regno di Castiglia, Álvaro de Luna, acerrimo avversario della famiglia Enríquez, la famiglia della nuova moglie di suo padre, Giovanna Enríquez, per cui il padre si oppose alla riconciliazione. Si formarono due partiti, i beamonteses, seguaci della famiglia Beaumont, partigiani di Carlo e gli agramonteses partigiani dell'antica casa nobiliare degli Agramont, favorevoli al re Giovanni II. In poco tempo il clima si surriscaldò e, nel 1451, scoppiò la guerra civile tra Carlo e suo padre, Giovanni, che ebbe la meglio, nella battaglia di Aibar, nel 1452, nonostante che Bianca, sorella e figlia dei due contendenti, nonché moglie dell'erede al trono di Castiglia, Enrico l'Impotente, chiedesse al suocero Giovanni II di Castiglia di aiutare il fratello, Carlo.
Carlo fu fatto prigioniero e dovette promettere al padre che avrebbe rispettato le volontà testamentarie della madre e avrebbe preteso la corona di Navarra solo alla sua morte.

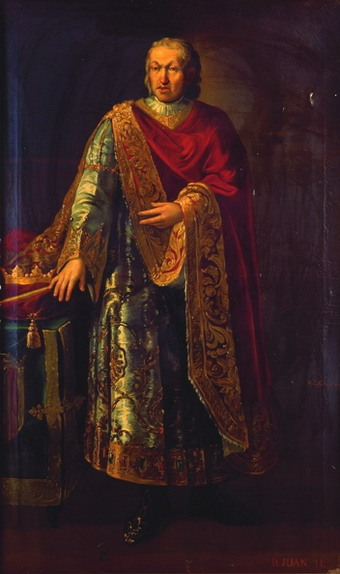
Giovanni II di Aragona contrastò per tutta la vita l'ascesa di Carlo alla corona di Navarra.

Quando Carlo fu liberato si recò in Italia, presso lo zio, il re della corona d'Aragona e di Napoli, Alfonso V, che l'appoggio, così come il papa Callisto III. Nel 1458, Alfonso, lo zio di Carlo, ed il papa ottantenne morirono. Carlo, accompagnato da un buon numero di Catalani, abbandonò la penisola e si recò in Sicilia, che faceva parte della corona d'Aragona, che era stata ereditata da suo padre Giovanni (e Carlo aveva ricevuto il titolo di principe di Gerona, cioè erede del trono della corona d'Aragona), e raccolse il favore di molti siciliani, che, memori della regina di Sicilia, Bianca, sua madre, lo avrebbero visto di buon occhio sul trono di Sicilia.
Carlo rifiutò e, preferendo mantenere un buon rapporto con il padre, rientrò nel regno d'Aragona (1459). Un anno dopo, Giovanni ordinò che Carlo venisse arrestato a causa di una controversia sorta tra Carlo, che aveva intavolato trattative per unirsi in matrimonio con la sorellastra del re di Castiglia, Enrico l'Impotente, Isabella di Castiglia, e la matrigna, Giovanna Enríquez, che si opponeva perché nelle sue intenzioni Isabella avrebbe dovuto sposare suo figlio Ferdinando. Le cortes catalane si riunirono nel 1461 e decretarono che il re dovesse liberare il figlio, cosa che avvenne immediatamente, e imposero al re il concordato di Villafranca, in cui Carlo risultava essere il re legittimo di Navarra ed il luogotenente della Catalogna.
Carlo però morì circa tre mesi dopo, senza essere riuscito ad ottenere l'incoronazione a re di Navarra. La morte di Carlo venne attribuita alla sua matrigna, la regina Giovanna, accusata di avvelenamento, perciò si riaccese la guerra in Catalogna ed Aragona, che si ribellarono ai sovrani e diedero inizio alla guerra civile catalana, che durò una decina d'anni.
Alla morte di Carlo, sul trono di Navarra, gli sarebbe dovuta succedere la sorella Bianca, che però venne arrestata dal padre Giovanni II, il quale continuò a regnare sulla Navarra e, nel 1462, firmò il trattato di Olite, in cui l'altra sua figlia, Eleonora, da sempre alleata sua e della matrigna, Giovanna Enríquez, riconobbe il titolo regale di Navarra al padre, che, a sua volta, la riconosceva luogotenente di Navarra assieme al marito, Gastone de Grailly (1425-1472), mentre Bianca, pur avendo l'appoggio del partito dei beamonteses, veniva imprigionata e consegnata a Gastone, che la faceva trasferire nella contea di Foix, e precisamente la fece rinchiudere nel castello di Moncada, a Orthez, dove Bianca, nel 1464, morì avvelenata, molto probabilmente per ordine della sorella, Eleonora. Un cronista dell'epoca definì la morte di Bianca una grande infamia commessa dal conte Gastone IV di Foix e da sua moglie, la principessa donna Eleonora . Quindi, con la morte dei fratelli, Carlo e Bianca, Eleonora divenne la legittima erede del trono navarrese, che portò in dote alla Casata di Foix.
In quegli anni Eleonora recuperò il rapporto con i beamonteses e nel 1468, si trovò ad opporsi al padre, che con l'appoggio degli agramonteses ebbe la meglio su di lei e la privò del titolo di luogotenente di Navarra, che diede al figlio di Eleonora, Gastone. Però, dopo la morte del figlio Gastone (1470), Eleonora ritrovò un accordo con il padre che, nel 1471, gli restituì la luogotenenza perpetua sulla Navarra, in cambio della rinuncia ad ogni rivendicazione sulla corona d'Aragona.
Alla morte del padre, Giovanni II, nel 1479, Eleonora con l'appoggio degli agramonteses, riuscì a farsi incoronare, a Tudela. Eleonora morì dopo circa due settimane, lasciando il tono al nipote, Francesco Febo, raccomandandogli di appoggiarsi al regno di Francia.

### Re della casa di Foix
Francesco Febo (1479-83), divenne re di Navarra, sotto la reggenza della madre, Maddalena di Francia. Lo zio, Giovanni, terzogenito di Eleonora e Gastone, avrebbe voluto succedere alla madre, ma il testamento di Eleonora fu chiaro e la successione avvenne senza problemi.
Maddalena di Francia tenne la reggenza, con fermezza, resistendo alle pressioni delle corti di Francia e di Castiglia, che tentarono di fare sposare Francesco Febo ad una delle principesse delle rispettive case reali. Francesco Febo fu incoronato, a Pamplona, nel 1481. Però morì, senza aver governato e prima di potersi sposare, nel 1483, molto probabilmente per avvelenamento, lasciando tutti i suoi possedimenti alla sorella minorenne, Caterina, per cui la madre Maddalena continuò ad avere la reggenza.
Anche Caterina (1483-18) e la madre subirono delle pressioni dalle corti di Francia e Castiglia per fare sposare Caterina ad uno dei loro principi; ma Caterina, accettò l'offerta della famiglia del signore d'Albret e visconte di Tartas, Giovanni d'Albret, cognato di Cesare Borgia. La madre Maddalena, che tenne la reggenza sino al 1494, dovette anche lottare contro lo zio, il visconte di Narbona, Giovanni di Foix, che pretendeva di essere, per la legge salica, in quanto maschio, l'erede di Francesco Febo. Giovanni di Foix iniziò una guerra civile, che durò una decina di anni. Caterina ed il marito poterono essere incoronati re di Navarra solo nel 1494, nella cattedrale di Pamplona. La pace fu siglata a Tarbes, nel 1497.
Nel 1512, Caterina e Giovanni firmarono a Blois un accordo con il re di Francia Luigi XII, che prevedeva una clausola segreta che vietava il passaggio delle truppe castigliane sul suolo navarrese. Ferdinando, venuto a conoscenza della clausola segreta del patto firmato tra Francia e Navarra, chiese il permesso di passaggio sul suolo navarrese per attaccare la Francia, ma ottenuto un rifiuto, Ferdinando dichiarò guerra a Caterina, e l'esercito castigliano entrò a Pamplona ed in capo a due mesi la Navarra a sud dei Pirenei fu conquistata, anche perché Giovanni d'Albret non aveva combattuto e si era rifugiato a Parigi.
L'entrata delle truppe spagnole in Navarra era stata preceduta da una bolla di papa Giulio II, che scomunicava Caterina e Giovanni e li privava dei loro titoli e dei loro territori. Una seconda bolla del 18 gennaio 1513 confermava la scomunica e assegnava i territori a chiunque li avesse conquistati (cioè Ferdinando II).
Così il regno di Navarra venne diviso in due parti:
- la Bassa Navarra, la parte del regno a nord dei Pirenei che rimase in possesso della regina Caterina e continuò ad essere legata alla Francia
- l'Alta Navarra, la parte del regno a sud dei Pirenei che fu annessa alla corona d'Aragona. Il 23 marzo del 1513 le cortes di Pamplona dichiararono l'annessione al regno d'Aragona e poi, nel 1515, le cortes castigliane, a Burgos, dichiararono l'Alta Navarra parte del regno castigliano, la nascente Spagna.
Comunque il regno di Navarra mantenne le sue leggi e le sue autonomie, almeno sino al XVIII secolo, nell'ambito del regno di Spagna.

### Re della casa di Albret
La Bassa Navarra continuò ad essere indipendente con i re della casa di Albret:
- Enrico II (1517-55)
- Giovanna III (1555-72)

Nel 1548 Giovanna III sposò Antonio di Borbone, duca di Vendôme; il loro figlio Enrico IV nel 1589 divenne re di Francia e primo dei Borbone regnanti su quel paese fino al 1830, mentre il regno di Navarra entrò definitivamente a far parte della monarchia francese.